# Betlehem Dávid
Betlehem Dávid (a sajtóban korábban hibásan Bethlen Dávid néven is) (Szombathely, 2003. szeptember 4. –) olimpiai bronzérmes, világbajnoki ezüstérmes és bronzérmes, Európa-bajnok, európa bajnoki ezüst- és bronzérmes magyar úszó.

## Sportpályafutása
2018 júliusában a máltai Sliemában rendezett junior nyílt vízi úszó-Európa-bajnokságon a 14-15 éves fiúk 5 km-es versenyében a 7. helyen ért célba. Szeptemberben az izraeli Eilatban rendezett junior nyílt vízi úszó-világbajnokságon a 14-15 éves fiúk 5 km-es versenyében bronzérmes lett.
2019 júliusában a Bakuban rendezett nyári európai ifjúsági olimpiai fesztiválon 1500 méteres gyorsúszásban ezüstérmet szerzett, 400 méteren a 6. helyen végzett, 200 méteren nem jutott a döntőbe. Augusztus elején a csehországi Račicében rendezett junior nyílt vízi úszó-Európa-bajnokságon a 7,5 km-es távon ezüst-, az U16-osok 5 km-es csapatversenyben (Szimcsák Mira, Gál Kincső, Gálicz László) pedig aranyérmes lett.
A 2021 májusában Budapesten rendezett Európa-bajnokságon 5 kilométeren 12. lett, az 5 kilométeres csapatversenyben (Rohács Réka, Rasovszky Kristóf, Olasz Anna) bronzérmes lett. Július elején a Rómában rendezett junior úszó-Európa-bajnokságon 1500 méteres gyorsúszásban ezüstérmet szerzett. Július végén a Párizsban rendezett junior nyílt vízi úszó-Európa-Bajnokságon az U19-esek 10 kilométeres versenyében aranyérmes lett, ahogyan az U19-esek 5 km-es csapatversenyében (Szimcsák Mira, Fábián Bettina, Gálicz László) is. Novemberben a kazanyi rövid pályás Európa-bajnokságon 800 méteres gyorsúszásban 7. lett, 400 méteren és 1500 méteren azonban nem jutott a döntőbe.
2022. május végén az az évi FINA Maratoni Úszó Világkupa-sorozat első állomásán, a portugáliai Setúbalban a 10 km-es távon 7. helyen ért célba, míg a 6 km-es csapatversenyben (Rohács Réka, Olasz Anna, Rasovszky Kristóf) bronzérmes lett. Ugyancsak Setúbalban rendezték néhány nappal később, június elején a junior nyílt vízi úszó-Európa-bajnokságot, ahol a 10 km-es távon is, és az 5 km-es csapatversenyben (Szimcsák Mira, Fábián Bettina, Sárkány Zalán) is az első helyen végzett. Június végén a budapesti világbajnokságon 5 kilométeren a 7., 10 kilométeren pedig az 5. helyen végzett. A 6 kilométeres csapatversenyben (Rohács Réka, Olasz Anna, Rasovszky Kristóf) ezüstérmes lett. Július elején a FINA Maratoni Úszó Világkupa-sorozat második állomásán, Párizsban a 10 km-es távon a negyedik helyen végzett. A római Európa-bajnokságon második volt csapatban. Szeptemberben a junior vb-n első lett 10 km-en.
A 2023-as úszó-világbajnokságon a 6 kilométeres csapatversenyben (Olasz Anna, Rasovszky Kristóf, Fábián Bettina) ezüstérmet szerzett.
A 2024-es párizsi olimpián 1500 méteres gyorsúszásban új országos csúcsot (14:45,59) elérve jutott a döntőbe, ahol az országos csúcsot tovább javítva (14:40,91) a 4. helyen végzett. 10 km-en Rasovszky Kristóf és a német Oliver Klemet mögött célba érve bronzérmet szerzett. Szeptemberben a Ferencvárosi TC sportolója lett.
A 2025-ös Európa-bajnokságon 5 km-en ezüstérmet szerzett, csapatban (Mihályvári-Farkas Viktória, Fábián Bettina, Rasovszky Kristóf) aranyérmes lett.
A 2025-ös úszó-világbajnokságon 10 km-en 9. helyen ért célba. A 3 km-es távon ezüstérmet, a csapatvsenyben pedig bronzétmet nyert (Mihályvári-Farkas Viktória, Fábián Bettina, Rasovszky Kristóf).

## Rekordjai
1500 m  (50 méteres medence)
- 14:45,59 (2024. augusztus 3., Párizs) országos csúcs[32]
- 14:40,91 (2024. augusztus 4., Párizs) országos csúcs[33]

1500 m rövid pálya
- 14:23,27 (2023. november 1., Debrecen) országos csúcs[34]

## Díjai, elismerései
- Magyar Arany Érdemkereszt (2024)[35]